# شروین رضایی
شروین رضایی (زاده ۴ اسفند ۱۳۸۰) یک بازیکن فوتبال اهل ایران است که در پست مهاجم برای باشگاه فوتبال مس رفسنجان در لیگ برتر خلیج فارس بازی می‌کند.

## دوران باشگاهی

### مس رفسنجان
در فروردین ۱۴۰۴، نخستین بازی رسمی خود را برای باشگاه فوتبال مس رفسنجان در لیگ برتر خلیج فارس انجام داد. او در دیدار مقابل گل‌گهر سیرجان، با نظر محرم نویدکیا و به جای سجاد شهباززاده وارد زمین شد.